# Oroix
Oroix (okzitanisch: Auroish) ist eine französische Gemeinde mit 101 Einwohnern (Stand: 1. Januar 2022) im Département Hautes-Pyrénées in der Region Okzitanien (bis 2015 Midi-Pyrénées). Sie gehört zum Arrondissement Tarbes und zum Gemeindeverband  Adour Madiran. Die Einwohner heißen Ourouchois.

## Geografie
Die Gemeinde Oroix liegt im Norden der Landschaft Bigorre, etwa 15 Kilometer nordwestlich von Tarbes und 35 Kilometer östlich von Pau. Das Gemeindegebiet erstreckt sich an den drei parallel in Süd-Nord-Richtung strömenden Flüssen Lis, Luzerte (auch Barmale genannt) und Géline, wobei letzterer die östliche Gemeindegrenze markiert. Die Flüsse entwässern zum Échez im Einzugsgebiet des Adour. Das Gelände im Gemeindegebiet ist hügelig und durch eine Mischung aus Äckern, Wiesen und Wäldern geprägt. Zur Gemeinde Oroix gehören neben dem weitläufigen Dorf Oroix mehrere Einzelhöfe. Im Westen und Süden grenzt Oroix an das Département Pyrénées-Atlantiques. Umgeben wird Oroix von den Nachbargemeinden Tarasteix im Norden, Lagarde und Oursbelille im Osten, Pintac im Südosten, Ibos und Ger im Süden sowie Ponson-Dessus im Westen.

## Ortsname
Das Dorf taucht erstmals im Jahr 1342 als de Oroxio in einer lateinischen Urkunde auf. Der Ortsname entwickelte sich über Orox (1429),  Ourouix und Ourouch (1734–1745) sowie Ourouix (1760) zum seit dem Ende des 18. Jahrhunderts bis heute gebräuchlichen Oroix.

## Bevölkerungsentwicklung
| Jahr      | 1962 | 1968 | 1975 | 1982 | 1990 | 1999 | 2010 | 2021 |
| --------- | ---- | ---- | ---- | ---- | ---- | ---- | ---- | ---- |
| Einwohner | 126  | 122  | 122  | 119  | 117  | 122  | 120  | 104  |

Im Jahr der Gemeindegründung 1793 wurde mit 318 Bewohnern die bisher höchste Einwohnerzahl ermittelt. Die Zahlen basieren auf den Daten von cassini.ehess und INSEE.

## Sehenswürdigkeiten
- Johannes-der-Täufer-Kirche (Église Saint-Jean-Baptiste)
- Mehrere Wegkreuze
- Lavoir (Waschhaus)
- Landschaftsgemälde an einer Hauswand
- Gefallenendenkmal

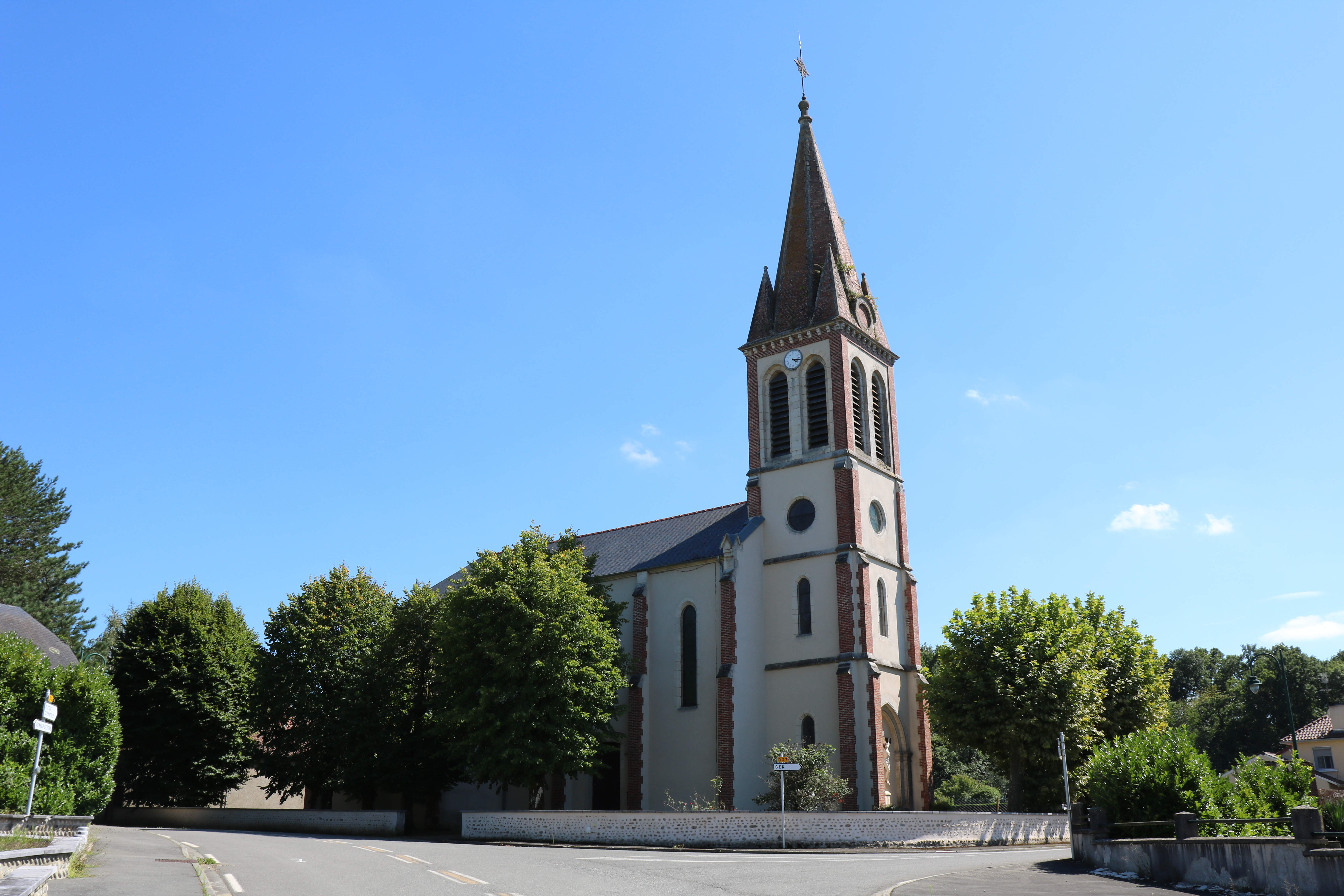
Kirche Saint-Jean-Baptiste
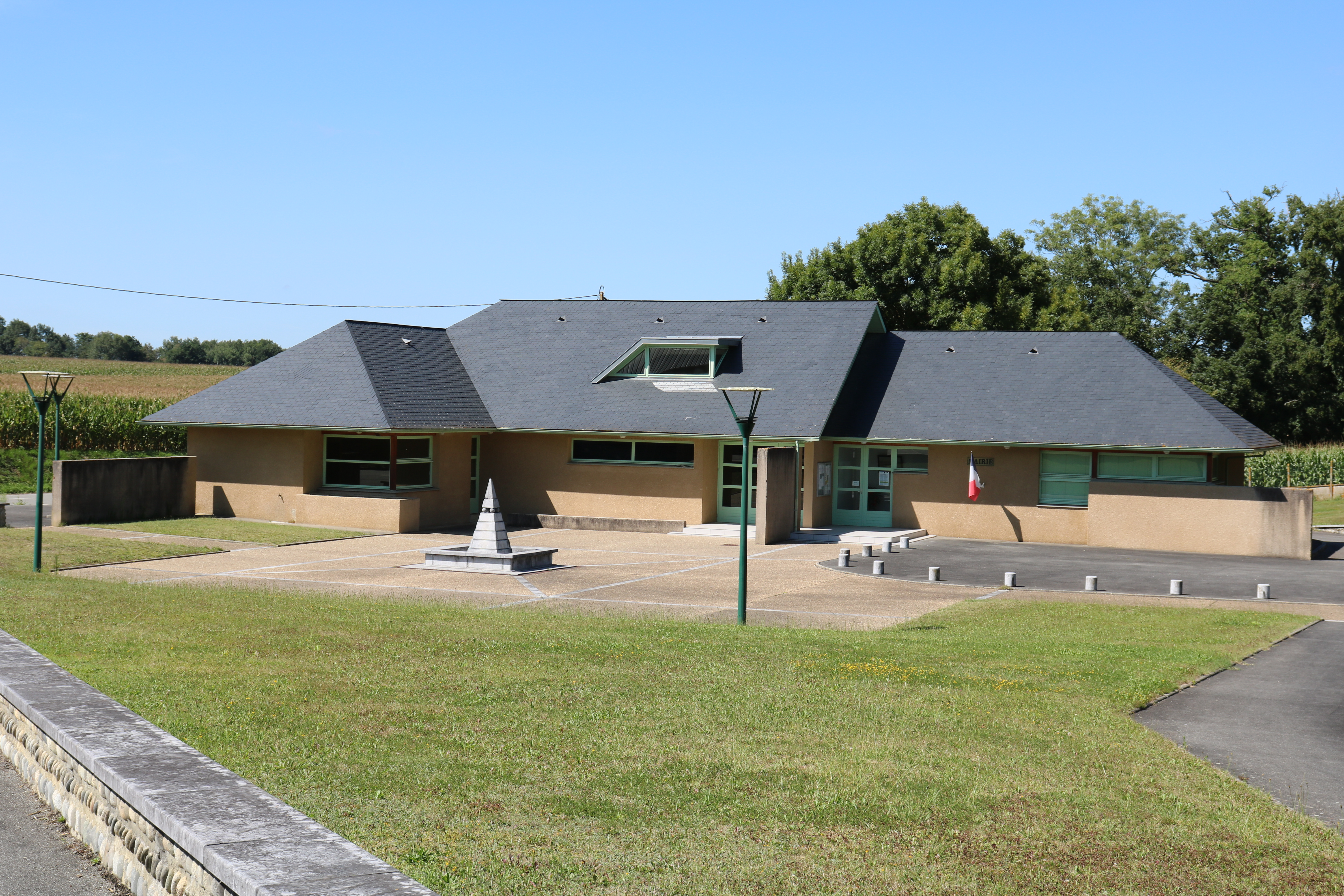
Mairie Oroix
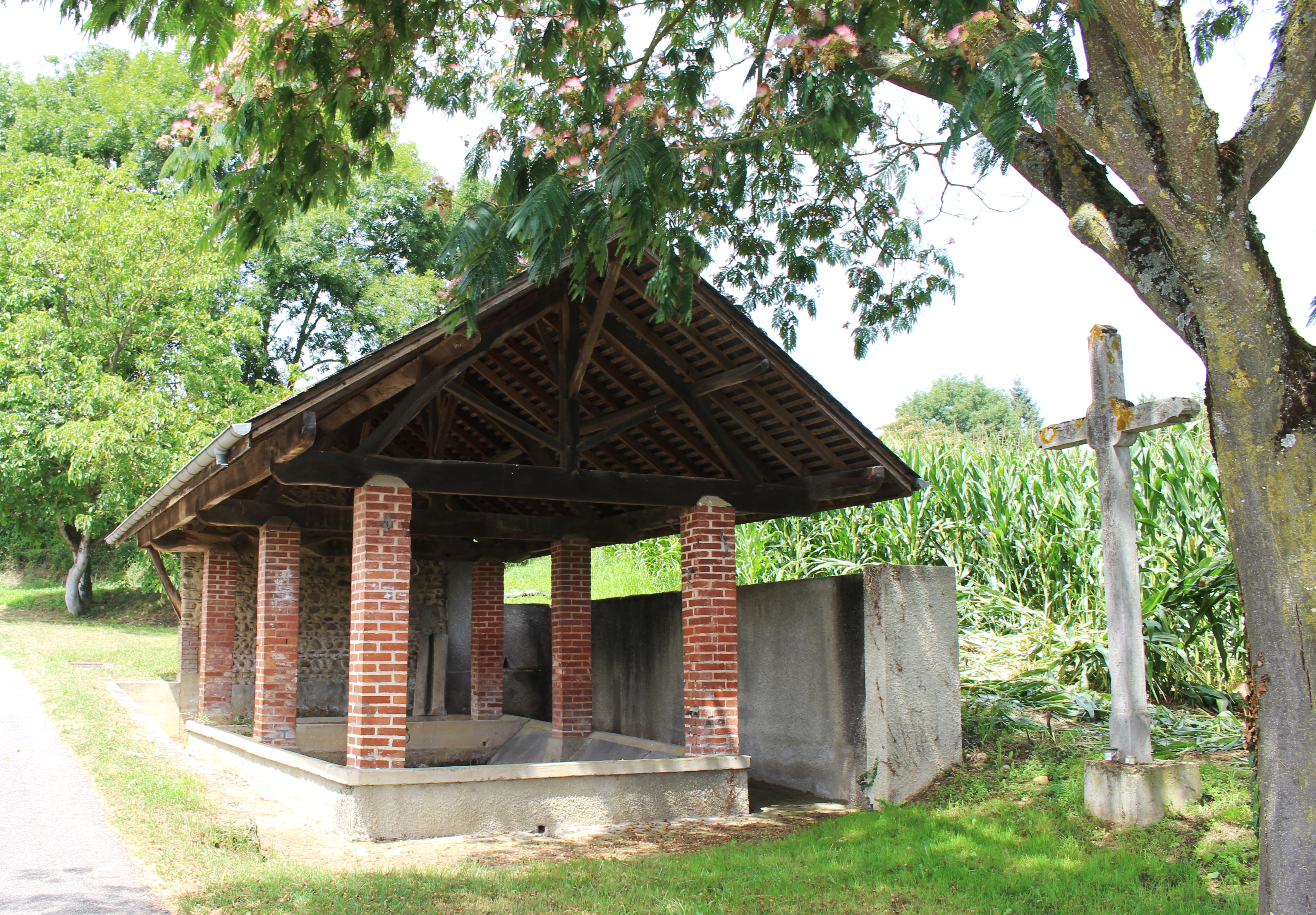
Waschhaus
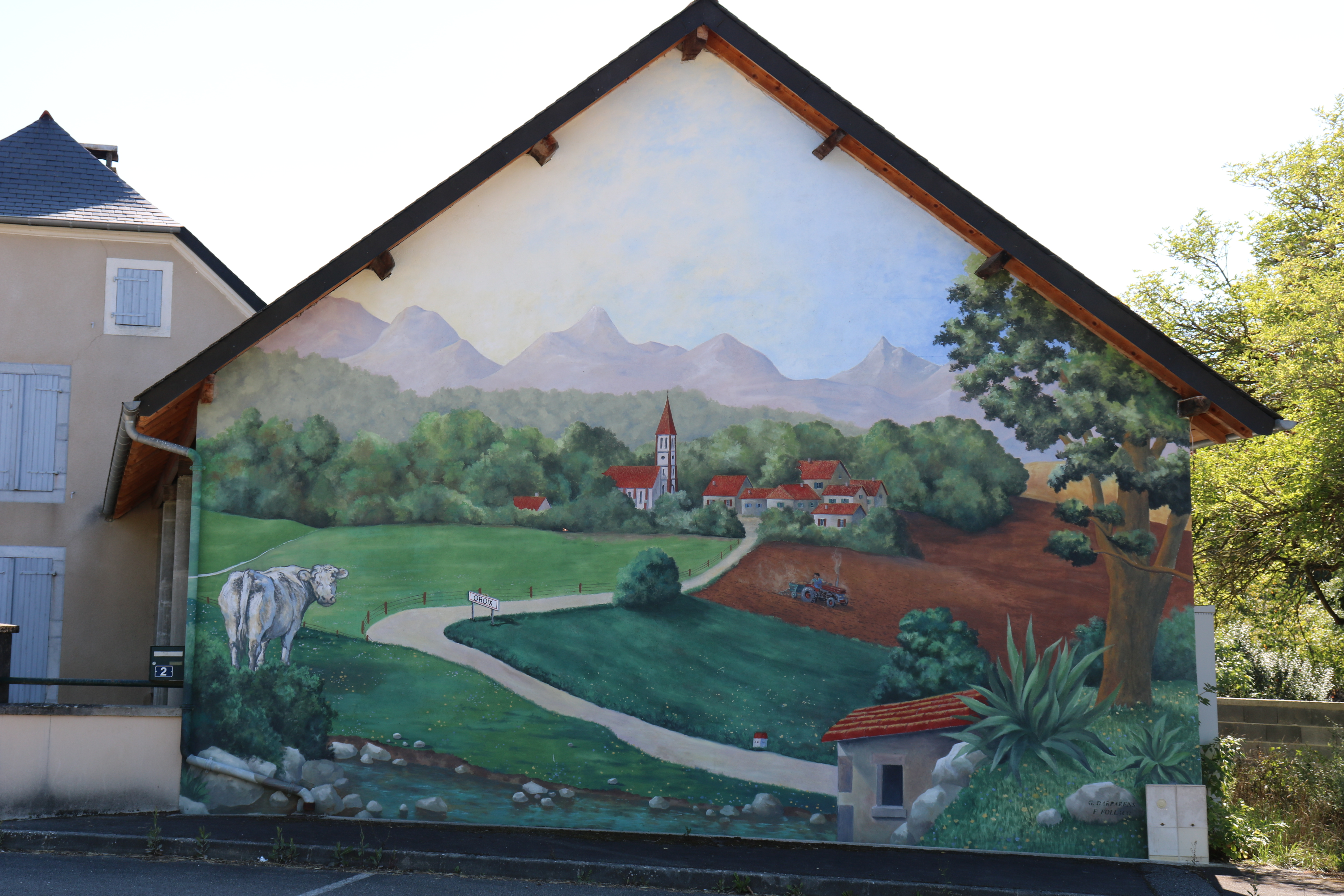
Wandgemälde
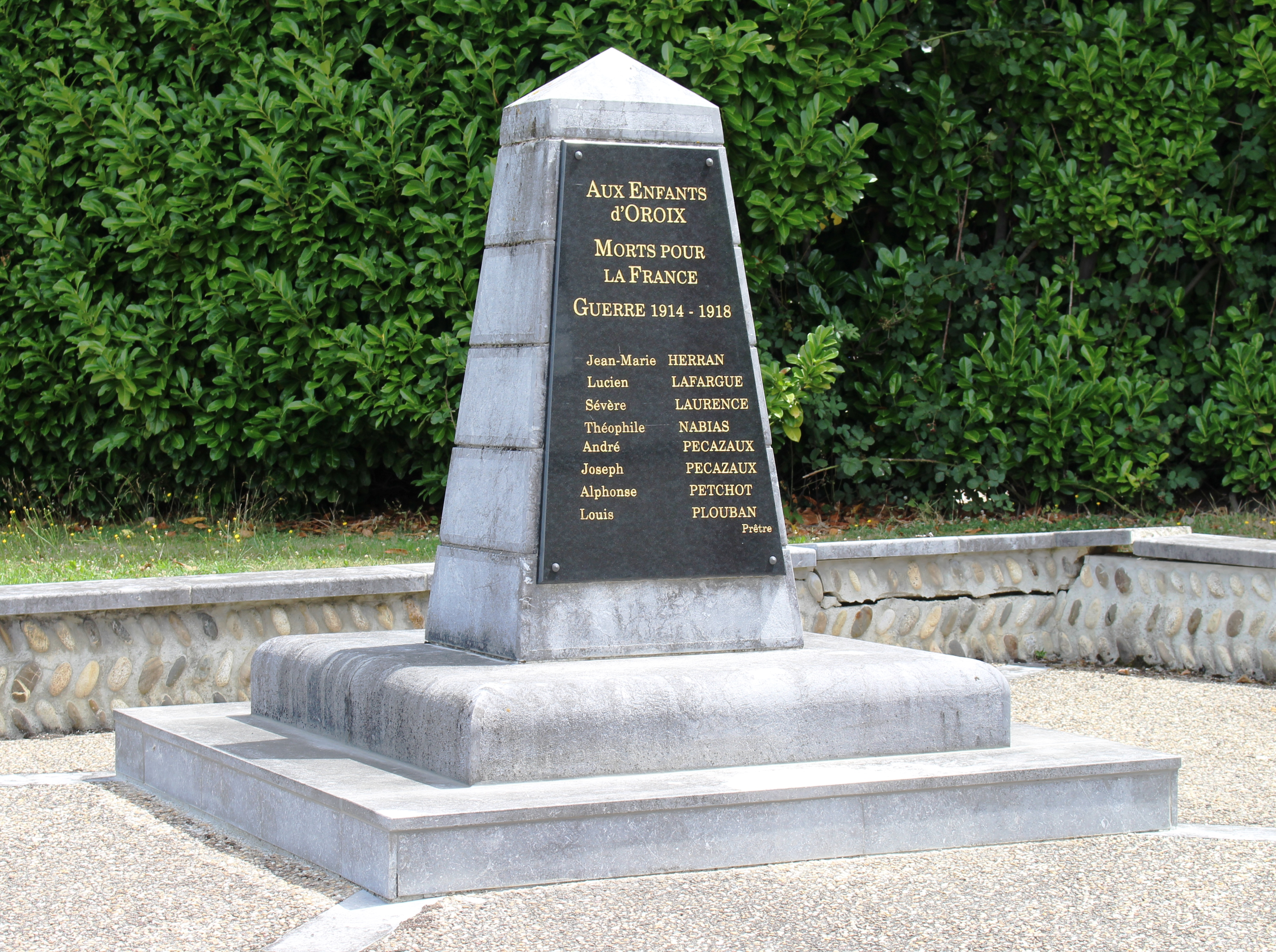
Gefallenendenkmal
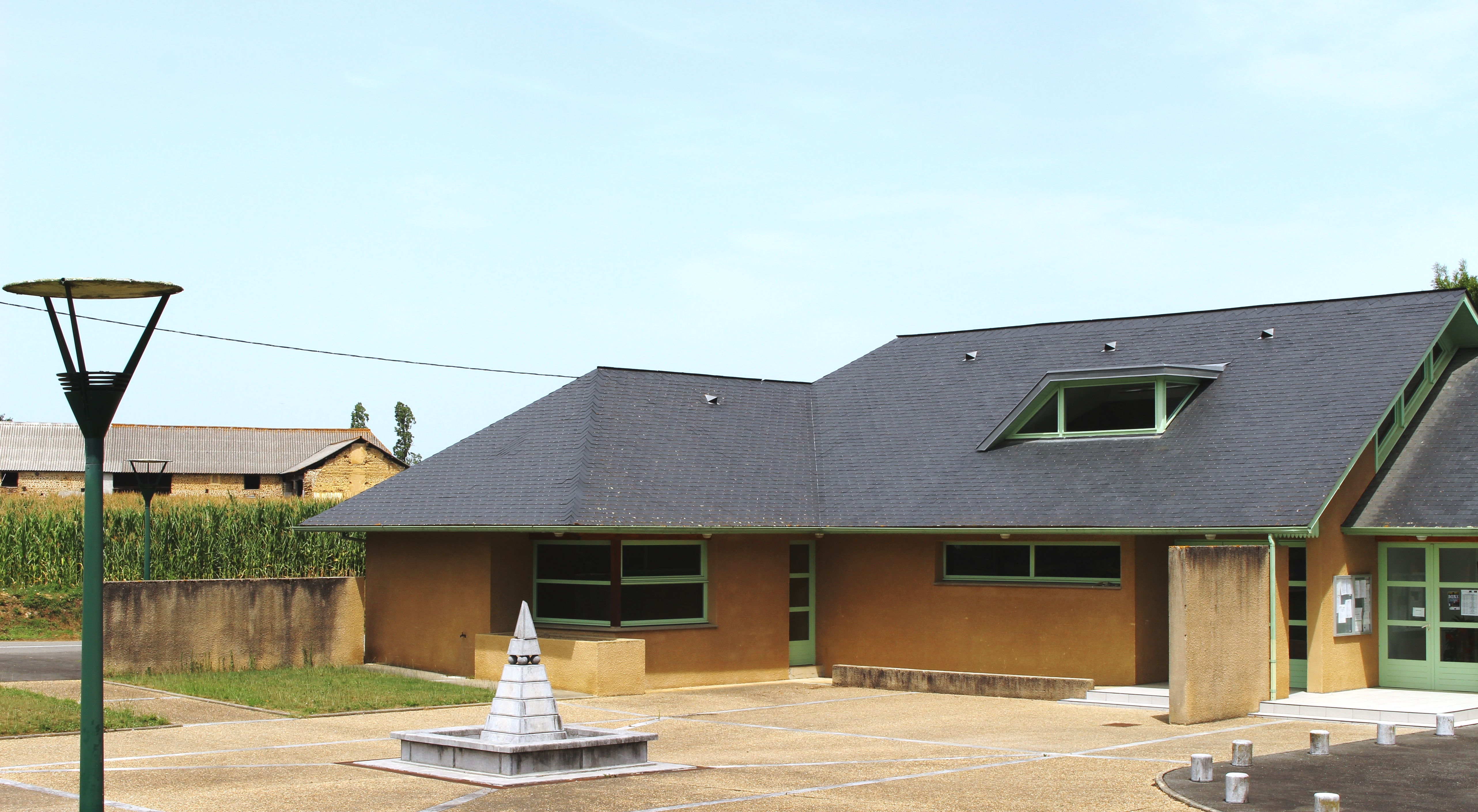
Gemeindefestsaal

## Wirtschaft und Infrastruktur
In der Gemeinde Oroix sind 21 Landwirtschaftsbetriebe ansässig (Getreideanbau, Zucht von Rindern, Schweinen, Schafen und Ziegen).
Die 15 Kilometer entfernte Stadt Tarbes ist ein Bahn- und Straßenverkehrs-Knoten mit Anschluss an die Autoroute A64.

## Belege
1. ↑  Dictionnaire toponymique des communes des Hautes-Pyrénées von Michel Grosclaude und Jean-François Le Nail
2. ↑  Oroix auf cassini.ehess
3. ↑  Oroix auf INSEE
4. ↑  Landwirte in Oroix auf annuaire-mairie.fr (französisch)